# Silver Falcons
Los Silver Falcons (en español: «halcones plateados») son un equipo acrobático de la Fuerza Aérea Sudafricana que vuela 5 entrenadores turbohélice Pilatus PC-7.
Durante la inauguración de la Copa Mundial de Fútbol de 2010 que se celebró en Sudáfrica, los Silver Falcons realizaron una exhibición aérea sobre el estadio Soccer City ubicado en Johannesburgo, que pudo verse por televisión a través de todo el planeta.

## Aviones utilizados
| Avión                        | Número      | Periodo           |
| ---------------------------- | ----------- | ----------------- |
| Aermacchi MB-326 Impala Mk.1 | 4           | 1966 — 1988       |
| Aermacchi MB-326 Impala Mk.1 | 5           | 1988 — 1995       |
| inactividad                  | inactividad | 1995 — 1999       |
| Pilatus PC-7 Mk II Astra     | 4           | 1999 — 2008       |
| Pilatus PC-7 Mk II Astra     | 5           | 2008 — actualidad |

## Equipo
Pilotos

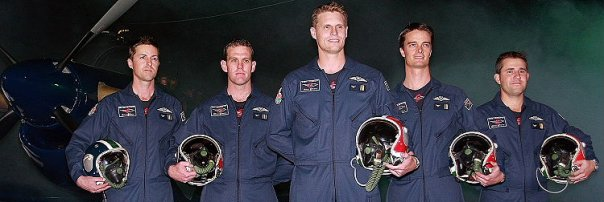
Los cinco pilotos de los Silver Falcons.

- Falcon 1: Mayor Scott Ternent (Líder)
- Falcon 2: Capitán Roy Sproul
- Falcon 3: Capitán Buti Tsebe
- Falcon 4: Capitán Gerhard Lourens
- Falcon 5: Mayor Nico Frylinck (Solo)